# Blauwe baarzen
Blauwe baarzen (Pomatomidae) zijn een familie van straalvinnige vissen uit de orde van Baarsachtigen (Perciformes).

## Geslacht
- Pomatomus Lacépède, 1802